# Radio Swing
Radio Swing（レディオ・スウィング）は、日本のジャズ・フュージョン・バンドである。
- 1994年、当時音楽学校メーザー・ハウスのギター科・田村直樹とベース科・谷 源昌によって結成され路上ライブで演奏活動をはじめた。
- 1997年センチュリーレコードよりデビュー。
- 1999年平井堅 With Radio Swingとして「Ken's Bar」に出演。

## メンバー
- 谷 源昌（たに もとあき） E.bass, A.bass, リーダー 河口恭吾などのサポートメンバーとしても活動
- 阿久澤 一哉（あくざわ かずや） Trumpet。T.T ORCHESTRAとしても活動
- 宮崎 勝央（みやざき かつお） A.sax, Sp.sax 「宮崎勝央グループ」としても活動、2002年メジャーデビュー
- 星 牧人（ほし まきと） Fender Rhodes, Syn, Pf, Sax
- 山名 重徳（やまな しげのり） Guitar
- 繁泉 英明（しげいずみ ひであき） Drums

## 元メンバー
- 田村直樹 （たむら なおき） Guitar　元リーダー
- 大沢一彦（おおさわ かずひこ） Drums
- 長田直之（おさだ なおゆき）[1]

## ディスコグラフィー

### アルバム
- ラジライダー（1997年4月18日）
  1. Monster Step
  2. RADIO SWING
  3. ももの散歩
  4. MOON
  5. A Place With A View
  6. fonque de gozale
  7. 8p.m.
  8. Sunday Ba-Da-Ba
  9. 陽炎